# Boetersiella sturmi
Boetersiella sturmi is een slakkensoort uit de familie van de Hydrobiidae. De wetenschappelijke naam van de soort is voor het eerst geldig gepubliceerd in 1856 door Rosenhauer.